# Solo me desnudo delante del gato
Solo me desnudo delante del gato es una obra de teatro de Juan José Alonso Millán, calificada por su autor como Vodevil, dividida en dos partes, la segunda en tres cuadros, estrenada en 1981.

## Argumento
Comedia de enredos ambientada en una comunidad de vecinos, en la que todos casi todos los personajes parecen buscar encuentros sexuales con el resto, provocando los consiguientes equívocos y situaciones rocambolescas. Desde la ingenua Araceli y su marido Silvio, al bombero Lucas, la drogadicta Gisela, la secretaria despampanante Maruja, la seductora Piluca, el rufián Pedro, pasando por la pareja formada por Paloma y un forense travestí, llamado Rosendo.

## Estreno
- Teatro Príncipe, Madrid, 24 de abril de 1981. 15 semanas en cartel.[3]
  -  Dirección: Juan José Alonso Millán.
  - Decorados. Santiago Ontañón.
  - Intérpretes: Andrés Resino (Pedro), Roxana Caskan (Sagrario), Taida Urruzola (Araceli), Nino Bastida (Rosendo), Manuel Aguilar (Lucas), Mónica Cano (Gisela), Silvia Miró (Maruja), Rafael Guerrero (Silvio), Alejandra Grepi (Piluca).